# كارول لنتش وليامز
كارول لنتش وليامز (بالإنجليزية: Carol Lynch Williams)‏ (1959)؛ روائية أمريكية.